# NGC 6034
NGC 6034 (również PGC 56877) – galaktyka eliptyczna (E), znajdująca się w gwiazdozbiorze Herkulesa. Odkrył ją Lewis A. Swift 19 czerwca 1886 roku. Jest zaliczana do radiogalaktyk.